# ダニー・リッチモンド
ダニー・リッチモンド（Dannie Richmond、1931年12月15日 - 1988年3月16日）は、チャールズ・ミンガスとの共演で最もよく知られるアメリカのジャズ・ドラマー。ジョー・コッカー、エルトン・ジョン、マーク＝アーモンドとも共演した。

## 略歴
リッチモンドは、1931年12月15日にニューヨークでチャールズ・ダニエル・リッチモンドとして生まれ、ノースカロライナ州グリーンズボロで育った。13歳でテナー・サクソフォーンを始め、1955年にはポール・ウィリアムズ・バンドでR&Bを演奏した。
彼のキャリアは、20代前半に独学で習得したドラムに転向したことで飛躍し、チャールズ・ミンガスとの21年間にわたる共演が実現した。ミンガスの伝記作家ブライアン・プリーストリーは、「ダニーはミンガスにとって、エリントン・バンドにおけるハリー・カーネイのような存在となり、『ミンガス・サウンド』に欠かせない存在であり、親友でもあった」と記している。
ミンガスの死後も、リッチモンドとの絆は続き、1980年にリッチモンドはミンガス・ダイナスティというバンドの初代音楽監督に就任した。
彼は1988年3月16日、ハーレムにて心臓発作のため56歳で亡くなった。

## ディスコグラフィ

### リーダー・アルバム
- "In" Jazz for the Culture Set (1965年、Impulse!)
- Ode to Mingus (1979年、Soul Note)
- 『ハンド・トゥ・ハンド』 - Hand to Hand (1980年、Soul Note) ※with ジョージ・アダムス
- 『プレイズ・チャールズ・ミンガス』 - Dannie Richmond Plays Charles Mingus (1980年、Timeless)
- 『ダニー・リッチモンド・クインテット』 - Dannie Richmond Quintet (1980年、Gatemouth) ※『The Last Mingus Band A.D.』として再発
- Gentleman's Agreement (1983年、Soul Note) ※with ジョージ・アダムス
- Dionysius (1983年、Red)
- Three or Four Shades of Dannie Richmond Quintet (1991年、Tutu) ※1981年録音

### 参加アルバム
チャールズ・ミンガス
- 『道化師』 - The Clown (1957年、Atlantic)
- 『ミンガス・スリー』 - Mingus Three (1957年、Jubilee)
- 『メキシコの想い出』 - Tijuana Moods (1957年、RCA)
- 『イースト・コースティング』 - East Coasting (1957年、Bethlehem)
- Jazz Portraits: Mingus in Wonderland (1959年、United Artists)
- 『ブルース&ルーツ』 - Blues & Roots (1959年、Atlantic)
- 『ミンガス・アー・アム』 - Mingus Ah Um (1959年、Columbia)
- 『ミンガス・ダイナスティ』 - Mingus Dynasty (1959年、Columbia)
- 『プリ・バード』 - Pre Bird (1960年、Mercury) ※『ミンガスの再訪』 - Mingus Revisitedとして再発
- 『ミンガス・アット・アンティーブ』 - Mingus at Antibes (1960年、Atlantic)
- 『ミンガス・プレゼンツ・ミンガス』 - Charles Mingus Presents Charles Mingus (1960年、CANDID)
- 『ミンガス』 - Mingus (1960年、CANDID)
- 『リインカーネイション・オブ・ア・ラヴ・バード』 - Reincarnation of a Lovebird (1960年、CANDID)
- 『オー・ヤー』 - Oh Yeah (1962年、Atlantic) ※1961年録音
- 『タウン・ホール・コンサート』 - Town Hall Concert (1962年、United Artists)
- 『黒い聖者と罪ある女』 - The Black Saint and the Sinner Lady (1963年、Impulse!)
- 『5（ファイヴ）ミンガス』 - Mingus Mingus Mingus Mingus Mingus (1963年、Impulse!)
- 『トゥナイト・アット・ヌーン』 - Tonight at Noon (1964年、Atlantic) ※1957年・1961年録音
- 『タウン・ホール・コンサート』 - Town Hall Concert (1964年、Jazz Workshop)
- 『ミンガス・アット・モンタレー』 - Mingus at Monterey (1964年、Jazz Workshop/Fantasy)
- 『ミュージック・リトゥン・フォー・モンタレー1965』 - Music Written for Monterey 1965 (1965年、Jazz Workshop)
- Right Now: Live at the Jazz Workshop (1966年、Fantasy) ※1964年録音
- 『マイ・フェイヴァリット・クインテット』 - My Favorite Quintet (1966年、Jazz Workshop) ※1965年録音
- Charles Mingus Sextet In Berlin (1970年、Beppo)
- 『ザ・グレート・コンサート・オブ・チャールズ・ミンガス』 - The Great Concert of Charles Mingus (1971年、America) ※1964年録音
- 『レット・マイ・チルドレン・ヒア・ミュージック』 - Let My Children Hear Music (1971年、Columbia)
- 『ミンガス・ムーヴス』 - Mingus Moves (1973年、Atlantic)
- 『チェンジズ・ワン』 - Changes One (1974年、Atlantic)
- 『チェンジズ・トゥー』 - Changes Two (1974年、Atlantic)
- 『ミンガス・アット・カーネギー・ホール』 - Mingus at Carnegie Hall (1974年、Atlantic)
- 『クンビア&ジャズ・フュージョン』 - Cumbia & Jazz Fusion (1977年、Atlantic)
- 『ミー、マイセルフ・アン・アイ』 - Me, Myself An Eye (1979年、Atlantic)
- 『サムシング・ライク・ア・バード』 - Something Like A Bird (1979年、Atlantic)
- 『ミンガス・イン・ヨーロッパVol.1』 - Mingus in Europe Volume I (1980年、Enja) ※1964年録音
- 『ミンガス・イン・ヨーロッパVol.2』 - Mingus in Europe Volume II (1983年、Enja) ※1964年録音
- Revenge! (1996年、Revenge) ※1964年録音
- 『イン・パリ1970』 - Charles Mingus in Paris: The Complete America Session (2006年、Sunnyside/DIW) ※1970年録音
- 『コーネル1964』 - Charles Mingus Sextet with Eric Dolphy Cornell 1964 (2007年、Blue Note) ※1964年録音

ジョージ・アダムス & ドン・プーレン
- 『ソング・オヴ・アダム』 - Jazz a Confronto 22 (1975年、Horo)
- All That Funk (1979年、Palcoscenico)
- More Funk (1979年、Palcoscenico)
- 『ドント・ルーズ・コントロール』 - Don't Lose Control (1979年、Soul Note)
- 『アース・ビームス』 - Earth Beams (1980年、Timeless)
- 『ライフ・ライン』 - Life Line (1981年、Timeless)
- 『シティ・ゲイツ』 - City Gates (1983年、Timeless)
- 『ライヴ・アット・ザ・ヴィレッジ・ヴァンガード』 - Live at the Village Vanguard (1983年、Soul Note)
- 『ライヴ・アット・ザ・ヴィレッジ・ヴァンガード Vol.2』 - Live at the Village Vanguard Vol. 2 (1983年、Soul Note)
- 『ディシジョンズ』 - Decisions (1984年、Timeless)
- 『ライヴ・アット・モンマルトル』 - Live at Montmartre (1985年、Timeless)
- 『ブレイクスルー (ソング・フロム・ジ・オールド・カントリー)』 - Breakthrough (1986年、Blue Note)
- 『永遠の歌』 - Song Everlasting (1987年、Blue Note)

ペッパー・アダムス
- 『ペッパー・アダムス・プレイズ・チャーリー・ミンガス』 - Pepper Adams Plays the Compositions of Charlie Mingus (1964年、Workshop Jazz)

レイ・アンダーソン
- 『オールド・ボトルス・ニュー・ワイン』 - Old Bottles - New Wine (1985年、Enja)

チェット・ベイカー
- (Chet Baker Sings) It Could Happen to You (1958年)

テッド・カーソン
- 『プレンティ・オブ・ホーン』 - Plenty of Horn (1961年、Old Town)

ブッカー・アーヴィン
- 『ザ・ブック・クックス』 - The Book Cooks (1960年、Bethlehem)
- 『クッキン』 - Cookin (1960年、Savoy)

リッキー・フォード
- Loxodonta Africana (1977年、New World)
- 『マンハッタン・プラザ』 - Manhattan Plaza (1978年、Muse)

バート・ヤンシュ
- 『ムーンシャイン』 - Moonshine (1973年)

ジョン・ジェンキンス
- 『ジェンキンス、ジョーダン&ティモンズ』 - Jenkins, Jordan and Timmons (1957年、Prestige) ※with クリフォード・ジョーダン、ボビー・ティモンズ
- 『ジョン・ジェンキンス・ウィズ・ケニー・バレル』 - John Jenkins with Kenny Burrell (1957年、Blue Note) ※with ケニー・バレル

デューク・ジョーダン
- 『チボリ・ワン』 - Tivoli One (1984年、SteepleChase) ※1978年録音
- Tivoli Two (1984年、SteepleChase) ※1978年録音
- Wait and See (1985年、SteepleChase) ※1978年録音

ジミー・ネッパー
- 『スインギン・イントロダクション・トゥ・ジミー・ネッパー』 - A Swinging Introduction to Jimmy Knepper (1957年、Bethlehem)
- 『カニングバード』 - Cunningbird (1976年、SteepleChase)

ホレス・パーラン
- 『ブルー・パーラン』 - Blue Parlan (1978年、SteepleChase)
- Like Someone in Love (1983年、SteepleChase)

ハービー・ニコルス
- 『ラヴ、グルーム、キャッシュ、ラヴ』 - Love, Gloom, Cash, Love (1957年)

サヒブ・シハブ
- 『ザ・ジャズ・ウイ・ハード・ラスト・サマー』 - The Jazz We Heard Last Summer (1957年、Savoy)

ズート・シムズ
- 『ダウン・ホーム』 -  Down Home (1960年、Bethlehem)

マル・ウォルドロン
- 『ホワット・イット・イズ』 - What It Is (1981年、Enja)

ベニー・ウォレス
- 『ミスティック・ブリッジ』 - Mystic Bridge (1987年、Enja)